# Gornje Novo Selo
Pour les articles homonymes, voir Novo Selo.
Pour le village kosovar, voir Gornje Novo Selo (Đakovica).
Gornje Novo Selo (en serbe cyrillique : Горње Ново Село) est un village de Serbie situé dans la municipalité de Bujanovac, district de Pčinja. En 2002, il comptait 437 habitants, dont 436 Albanais (99,77 %).
En septembre 2011, l'assemblée des députés albanais de Preševo, Bujanovac et Medveđa a incité les Albanais de Serbie à boycotter le recensement prévu pour le mois d'octobre de cette année-là ; de ce fait, aucun chiffre de population n'a été communiqué pour les localités de la municipalité de Bujanovac.

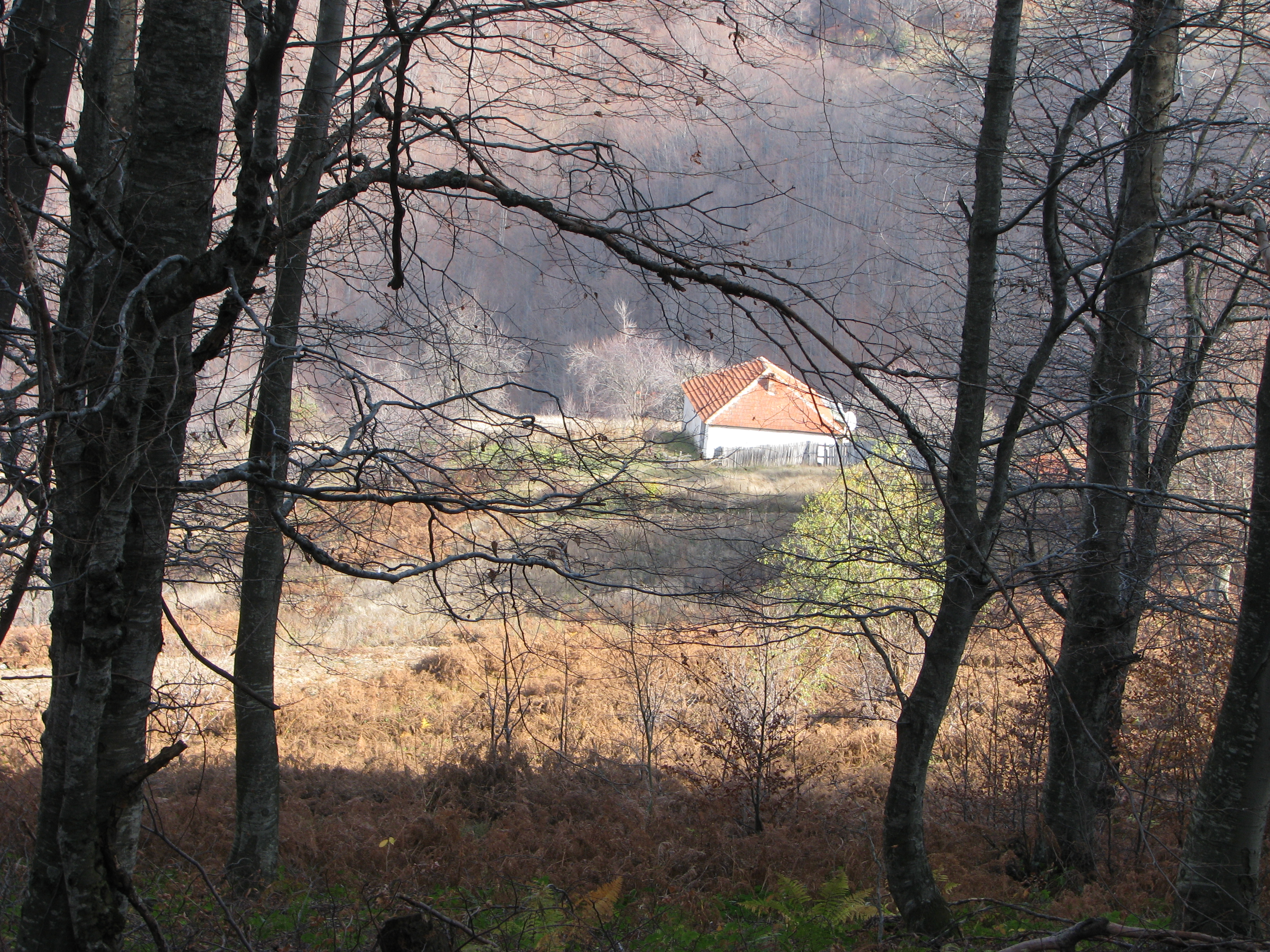
Maison à Gornje Novo Selo

## Démographie
| 1948 | 1953 | 1961 | 1971 | 1981 | 1991 | 2002 |
| ---- | ---- | ---- | ---- | ---- | ---- | ---- |
| 413  | 459  | 500  | 536  | 669  | 701  | 437  |

|  |